# Dudley Brooks
Dudley Brooks und Elvis Presley

zeitgenössische Fotografie

Link zum Bild

(Bitte Urheberrechte beachten)
Dudley A. „Duke“ Brooks (* 22. Dezember 1913 in Los Angeles; † 17. Juli 1989 ebendort) war ein US-amerikanischer Jazz- und Studiomusiker (Piano, Arrangement, Komposition), der vor allem als Elvis Presleys Pianist in Erinnerung bleibt.

## Leben und Wirken
Brooks stammt aus einer musikalischen Familie in Los Angeles; sein Bruder Alford war Trompeter, sein jüngster Bruder Bert Schlagzeuger und Geiger. Sein Vater betrieb ein Badehaus an der 28nd Street und war in der Prohibitionszeit Alkoholschmuggler. Er arbeitete ab den späten 1930er-Jahren als Arrangeur im Orchester von Floyd Ray, mit dem erste Plattenaufnahmen entstanden, 1940 arrangierte er für Les Hite („Board Meeting“). In den 1940er-Jahren arbeitete er mit Charlie Christian, Duke Ellington, Lionel Hampton, Benny Goodman, als Arrangeur für Count Basie. 1956 war er Pianist bei Stuff Smith, 1962 bei Jack McVea, für dessen LP Nothin' But Jazz Brooks auch zwei Titel (The Glide/Slow and Easy) als Solist beisteuerte. Im Bereich des Jazz war er von 1939 bis 1962 an zwölf Aufnahmesessions beteiligt.
Brooks arbeitete im Hauptberuf in den Studios der Paramount und war Session-Pianist im Radio Recorders Studio in Los Angeles.
Für Presley schrieb Brooks mit Charles O'Curran die Songs Mama und We'll Be Together (1962). Als Arrangeur arbeitete er außerdem mit Patti Page, als Pianist lange Jahre mit Elvis Presley. Für Bing Crosby schrieb er mit Nick Castle den Song You Gotta Show Me (1951); weitere Songs Brooks’ waren I Got the Call, I Found Someone und  Dolly's Lullaby (mit Buddy Harper, Grace Calixtro), außerdem das Weihnachtslied (Everybody's Waitin' for) The Man With the Bag (mit Hal Stanley, Irving Taylor), das in den frühen 50ern durch die Version von Kay Starr populär wurde.